# Тривимірний простір

Тривимірна Декартова система координат із віссю х, спрямованою в бік спостерігача

Трив́имірний про́стір — представлення об'єкта в трьох просторових вимірах. Як правило, ці виміри задаються координатними осями X, Y, та Z. Можливе існування точок з однаковими координатами x та y, але з різними координатами Z. Наприклад, для цифрового описуваня океанічних потоків, використовують 3D[що?].[джерело?]

## В евклідовій геометрії

### Системи координат
Аналітична геометрія (іноді також називається декартовою геометрією[джерело?]) описує кожну точку тривимірного простору за допомогою трьох координат. Відповідно дано три осі координат, кожна з яких перпендикулярна решті двом, і перетинаються вони в єдиній точці відліку координат. Як правило їх позначають літерами x, y, і z. відповідно до цих осей, позиція кожної точки в тривимірному просторі задається впорядкованою трійкою дійсних чисел, кожне число задає відстань до цієї точки від точки відліку координат, що виміряна здовж даної осі, і яка дорівнює відстані від цієї точки до площини, яку утворюють інші дві осі.
До інших популярних методів описання положення точки в тривимірному просторі відносяться системи циліндричних і сферичних координат, хоча існує нескінченна кількість інших можливих методів. Див. Евклідів простір.
Нижче наведені зображення загаданих в цьому розділі систем координат.

Декартова система координат
Циліндрична система координат
Сферична система координат

### Прямі і площини
Дві різні точки завжди визначають пряму. Три різні точки можуть бути або колінеарними або визначають унікальну площину. Чотири різні точки можуть бути або колінеарними, або компланарними або визначають суцільний простір.
Дві окремі прямі можуть перетинатися, бути паралельними або мимобіжними. Дві паралельні прямі, або дві прямі, що перетинаються, лежать на одній унікальній площині, тому мимобіжні прямі це такі прямі, які ніколи не зустрічаються і не лежать у спільній площині.
Дві відмінні площини можуть або зустрічатися і мати одну спільну пряму, або бути паралельними (не зустрічатися). Три різні площини, жодна пара з яких не є паралельними, можуть зустрічатися у єдиній спільній прямій, зустрічатися у єдиній спільній точці, або не мати спільних точок.
Пряма може лежати в даній площині, перетинати цю площину в єдиній точці або бути паралельною площині. В останньому випадку, існуватимуть прямі у площині, які також паралельні даній прямій.
Гіперплощина є підпростором, що на один вимір менший за повний простір. Гіперплощини тривимірного простору це двовимірні підпростори, тобто це, площини. У термінах декартових координат, точки гіперплощини задовольняють єдиному лінійному рівнянню, тому площини у тривимірному просторі описуються лінійними рівняннями. Пряму можна представити за допомогою пари незалежних лінійних рівнянь, кожне з яких представляє площину, що містить цю пряму як спільний перетин.
Теорема Варіньона стверджує, що середні точки будь-якого чотирикутника в просторі ℝ3 утворюють паралелограм, і таким чином є компланарними.

## В інших системах
У фізиці тривимірний простір розглядається як вбудований в чотиривимірний простір-час, відомий як простір Мінковського (див. спеціальна теорія відносності).
Інший математичний шлях бачення тривимірного простору винайдений і в лінійній алгебрі, де ідея незалежності є вирішальною. Простір є тривимірним через те, що довжина прямокутного паралелепіпеда незалежна від його висоти або ширини. Мовою лінійною алгебри це звучить так: простір є тривимірним, бо кожна точка в ньому може бути описана лінійною комбінацією трьох незалежних векторів. З цієї точки зору, простір-час є чотиривимірним, бо розташування точки в просторі незалежне від його положення в часі.